# 渡辺直人
渡辺 直人（わたなべ なおと、1980年10月15日 - ）は、茨城県牛久市出身の元プロ野球選手（内野手）。右投右打。
現役最終年の2020年には楽天の現役選手として初めて一軍打撃コーチを兼務した。

## 経歴

### プロ入り前
小学3年時から軟式野球を始める。
牛久市立下根中学校、牛久高等学校から城西大学へ進み、3年秋に明治神宮大会の同校初出場で準優勝に貢献。4年春はベストナイン遊撃手。三菱ふそう川崎に入社。入社後は遊撃手として、1年目と3年目に都市対抗野球大会での優勝を経験した。2004年の東京スポニチ大会では大会新記録となる打率を記録。4年目の2006年には、第16回IBAFインターコンチネンタルカップに日本代表として全9試合に出場。打率.357を記録したほか、社会人ベストナインに選ばれた。
2006年のNPB大学生・社会人ドラフト会議で、東北楽天ゴールデンイーグルスから5巡目で指名を受け、契約金5500万円、年俸1200万円（金額は推定）という条件で入団した。入団当初の背番号は、三菱ふそう川崎時代と同じ2。

### 第一次楽天時代
2007年は開幕を二軍で迎えたが、4月17日に一軍登録され、同日の福岡ソフトバンクホークス戦7回裏にリック・ショートの代走として一軍初出場し、8回表からは遊撃の守備に就いた。翌18日には遊撃手として初めて先発出場し、3回裏の初打席は杉内俊哉の初球を二塁ゴロ、7回裏にはプロ初安打となる一塁内野安打で出塁し、鷹野史寿の右前安打で一塁から生還、初得点。7月24日の埼玉西武ライオンズ戦の9回表に初本塁打を記録するなど遊撃手のレギュラーとなった。8月23日の千葉ロッテマリーンズ戦で、サヨナラエラーを含む3失策をしている。打率は3割前後を保ち、一時は新人王有力候補とも言われた。後半は鉄平に代わって1番を務めることも増え、最終的な打率は.268、リーグ7位の25盗塁、成功率.833。新人として両リーグ唯一で、楽天の生え抜き選手としては初めての規定打席となった。三振率.105はチームメイトのリックと並んでリーグ最少。
2008年1月30日、球団から結婚が発表された。3月20日の開幕戦に1番・遊撃手で初の開幕スタメン出場。「出塁率を上げる」という目標から打席で粘って四死球で出塁というスタイルで高出塁率を維持。一時期は打率が2割台ながら出塁率が4割を超えていた時期もあった。しかし、セ・パ交流戦で三盗の際ヘッドスライディングをした際に肩を負傷。怪我の影響で打撃不振に陥り、後半は下位打線を打ったり他の選手にスタメンを譲ることが多くなった。打率は.251と規定打席到達では26位と振るわなかったものの、盗塁数は前年より増えて34盗塁とリーグ2位、盗塁成功率は.850であった。死球は22個とダントツだった（シーズン記録では2004年の城島健司と同数の5位）。
2009年の開幕戦は「9番・遊撃手」で出場。6月5日の東京ヤクルトスワローズ戦で6回裏には、小坂誠が遊撃の守備に、渡辺が初めて二塁の守備に就き、翌6日には二塁手として先発出場した。1番の他に2番での先発出場も多くなり、3年連続でチームトップとなる26盗塁を記録。このシーズンは守備が安定し、6失策と初めて失策が一桁に止まり、守備率.988でリーグトップを記録した。
2010年は115試合に出場したものの、新監督のマーティ・ブラウンの若手重視の起用と自身の不調が重なって規定打席には到達せず、成績も全体的に過去最低となった。守備率は.984で遊撃手として2年連続パ・リーグ守備率1位となった。

#### 異例の契約更改後の金銭トレード
2010年シーズン終了後の12月1日に次年度年俸5300万円（推定）で楽天との契約更改を済ませていたが、8日に金銭トレードでの横浜ベイスターズ移籍の方針が両球団の間で決まり、練習先の千葉県から仙台に呼び戻された渡辺に9日に通告された。
この移籍は、メジャーリーグベースボール (MLB) から松井稼頭央・岩村明憲両内野手を獲得したため同じ内野手である渡辺の出場機会が減少する可能性があった楽天と、内野手の補強を目指していた横浜との間で思惑が一致して決断されたとも報道されたが、一方でポスティングシステムによってMLB移籍を目指していた岩隈久志の入札金を補強費として見込んでいた楽天球団が、岩隈の残留によって入札金が入らず補強費不足となり、人的補償の無い金銭トレードに向かったとも報道された（ただし、球団側は否定している）。
同年オフに選手会副会長に就任し、プロ4年目でチームの精神的支えとなっていた選手の放出はチーム内に大きな波紋を呼び、渡辺の涙のトレード会見の翌10日に契約更改に臨んだ鉄平（渡辺と合同自主トレをしてきた）、草野大輔（渡辺と社会人野球時代からの知己）、嶋基宏（渡辺と同期入団）が各々の記者会見の席上で、自らの話題よりも渡辺のトレードの件にふれて言葉をつまらせ、涙を流した。11日には、山崎武司が「出すべき選手ではなかった」と渡辺のトレードに疑問を投げかけ、前述の契約更改の様子を聞いたコーチの田淵幸一も「渡辺だけは出すべきじゃなかった」とコメントしたと報じられた。同日夕方、仙台放送『スポルたん!LIVE』に渡辺が急遽出演し、渡辺の特集が組まれた。鉄平、嶋、そして意図せずして今回のトレードの関連人物の1人となってしまった岩隈がスタジオに急遽駆けつけ、花束を渡した。

### 横浜・DeNA時代
2010年12月9日に金銭トレードで横浜ベイスターズへ移籍。12月21日に入団会見を行った。背番号は楽天時代と同じ2。

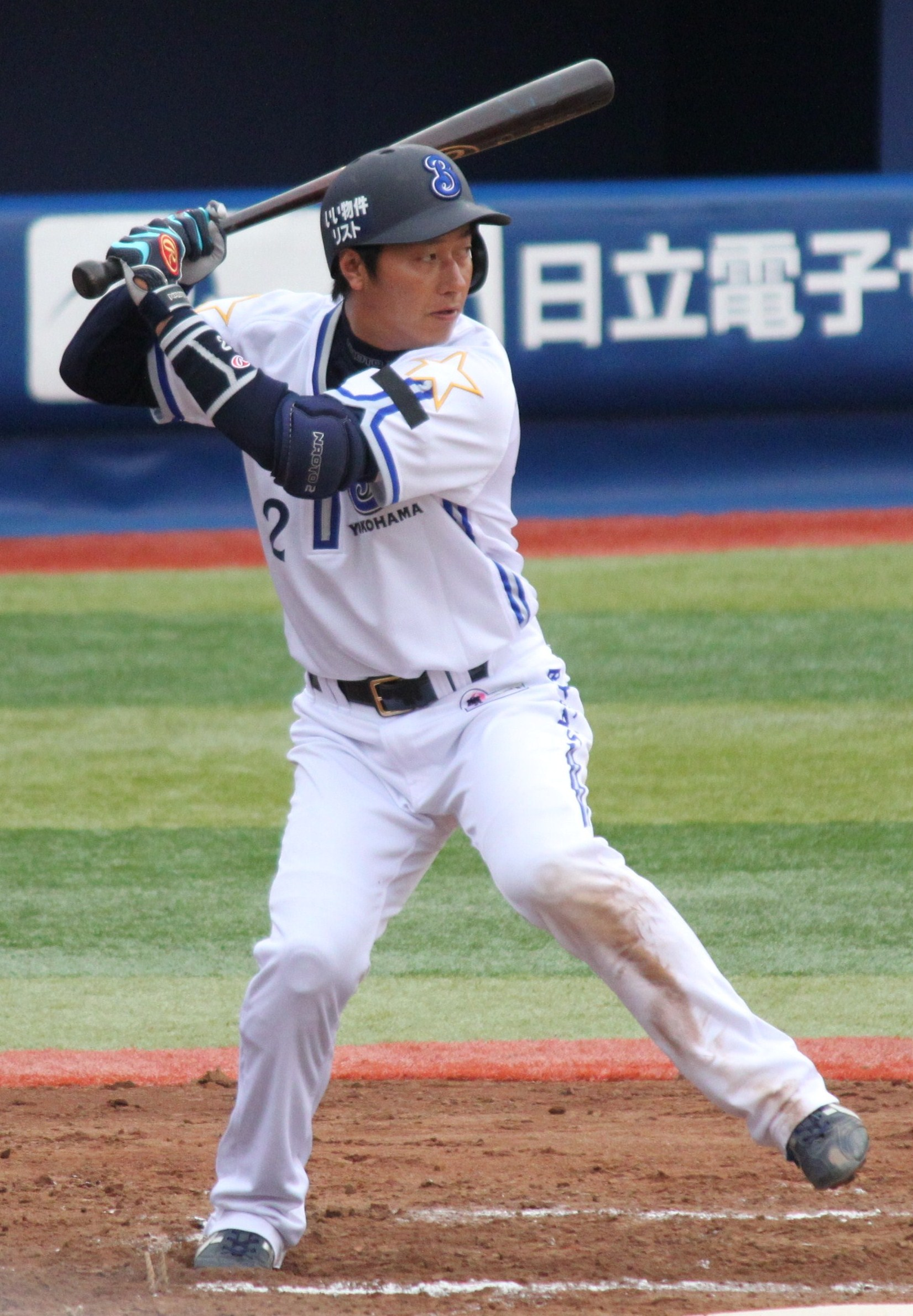
横浜スタジアムにて (2011年)

2011年は実戦で一度も遊撃を守ることなく二塁にコンバートされたが、若手の特守にも志願して毎日参加しアピールを行い、4月12日の開幕戦でスタメンを勝ち取った。4月24日の阪神タイガース戦では下柳剛から自身2年ぶりとなる本塁打を放った。7月には監督推薦で自身初となるオールスターゲームに選出された。仙台で開催されたオールスター第三戦目では「9番・二塁手」としてスタメン出場、2安打を放ち、敢闘選手賞を獲得した。夏場に調子を落とし藤田一也との併用の時期もあったが、石川雄洋の怪我により9月終盤からは移籍後初となる遊撃に回った。最終的にはチーム方針により少なかった盗塁数以外は例年並みの成績を残した。しかしチームは当時2008年から4年連続でセントラル・リーグ（セ・リーグ）最下位に低迷しており、渡辺も移籍直後（2011年1月）の自主トレ中に『日刊ゲンダイ』（講談社）の取材に対し、横浜の選手たちの練習態度について「周りが野球をやっている時にサッカーをやる選手がいるが、あれはおかしい。楽天だったらぶちのめされている」と苦言を呈していた。
2012年はシーズン前の東日本大震災復興支援ベースボールマッチの日本代表に、DeNAから唯一選出された。シーズンに入ると、石川が事実上の二塁手コンバートとなり、遊撃手にはオープン戦で絶好調だった梶谷隆幸が入ったため、開幕からしばらくは控え続きとなる。梶谷の不振により4月後半からスタメン出場が続いたが、5月6日の中日ドラゴンズ戦で打球を捕球した際に左肩を強打し脱臼し、残りの前半戦は治療のため二軍生活となった。復帰後は打撃不振に苦しみ、内村賢介の加入もあり出番が減少。打率も.224と伸び悩んだ。この年、プロ入り初の三塁守備に就いた。
2013年の開幕は一軍で迎えたものの、14試合の出場で打率.143と打撃不振に陥り、4月20日に一軍登録を抹消された。

### 西武時代

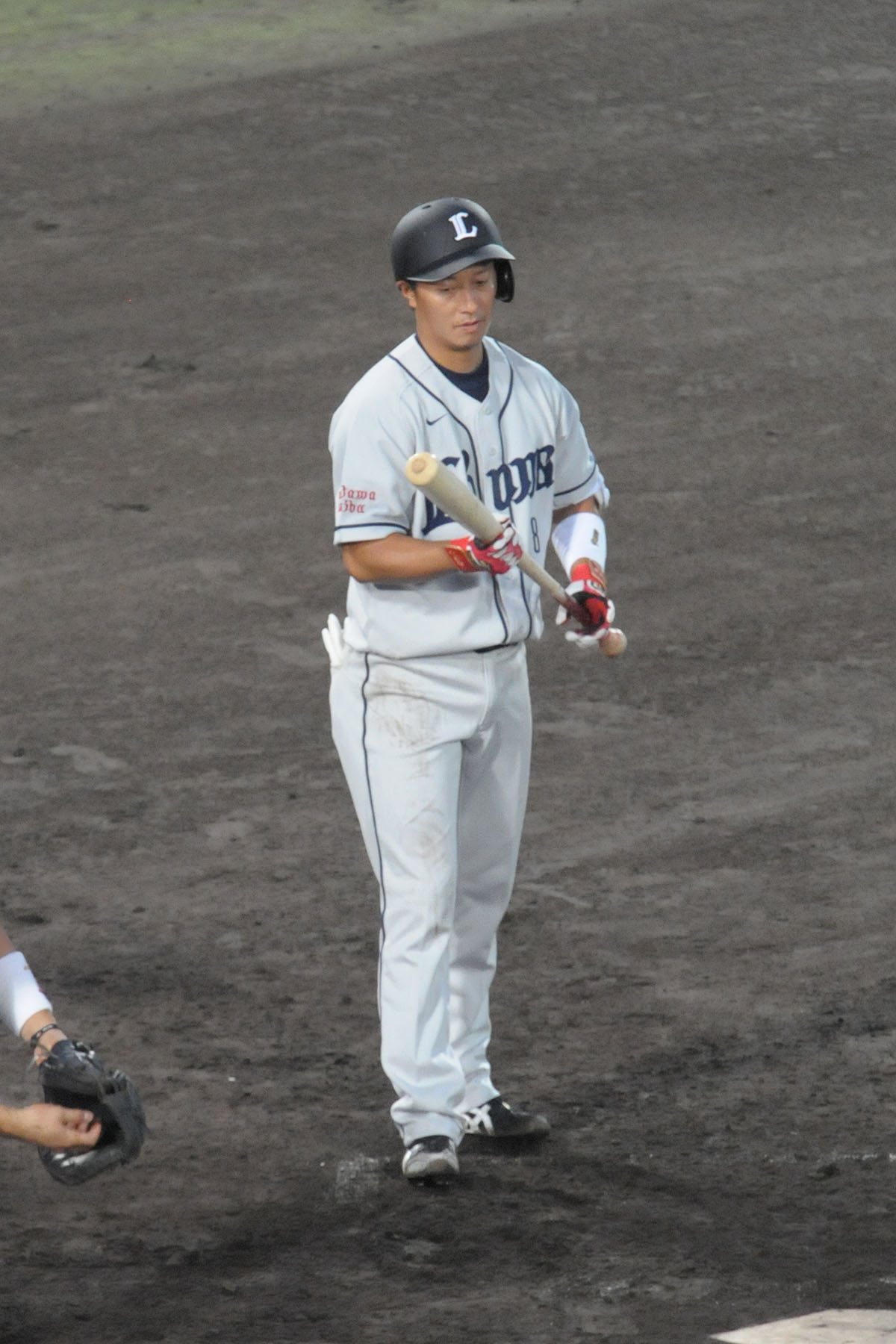
西武時代
（2013年7月31日 こまちスタジアム）

2013年7月7日に、長田秀一郎との交換トレードで埼玉西武ライオンズへ移籍することが発表された。背番号は8。7月12日に古巣の楽天戦（Kスタ宮城）で、3-3で迎えた延長12回表に、代打としてパ・リーグの公式戦へ2シーズンぶりに出場。星野智樹から右翼線を破る二塁打を放ってから三塁まで進むと、犠飛によって決勝のホームを踏んだ。後に打撃の調子を落としたものの、守備やバントが前提の代打（ピンチバンター）などで活躍。9月19日の対北海道日本ハムファイターズ戦では、6回裏の攻撃で右足首を負傷した浅村栄斗に代わって、7回表からプロ入り初めて一塁の守備に就いた。
2014年は、レギュラーシーズンの開幕を二軍で迎えたものの、開幕直後の4月2日に一軍へ昇格。昇格後は、7月中旬まで打率3割を維持するなど好調で、主に「2番・遊撃手」としてスタメンに起用された。7月8日の対ロッテ戦では、延長12回裏一死二塁で迎えた打席で、移籍後初めてのサヨナラ安打を放っている。パ・リーグの規定打席へ到達できず、9月の不調で打率も下がったものの、一軍公式戦全体では104試合の出場で、打率.260、打点26を記録。また、犠打の成功は35回で、プロ入り後のシーズンでは最も多かった。
2015年は、レギュラーシーズンを一軍でスタート。出場機会は前年より減ったが、中村剛也に代わる三塁手の守備要員として一軍に帯同した。
2016年は、中村が故障で離脱した際には、三塁手としてスタメンに起用される機会が増えた。この年も規定打席に満たなかったが、打率.309を記録。
2017年は、新人の源田壮亮が正遊撃手として定着したことなどから、公式戦への出場機会が減少。左投手の先発が予告されている試合で、指名打者としてスタメンに起用されることもあったが、出場選手登録を抹消された8月14日以降は一軍から遠ざかった。
一軍公式戦への出場が32試合にとどまり、10月6日に球団から戦力外通告を受けた。

### 第2次楽天時代

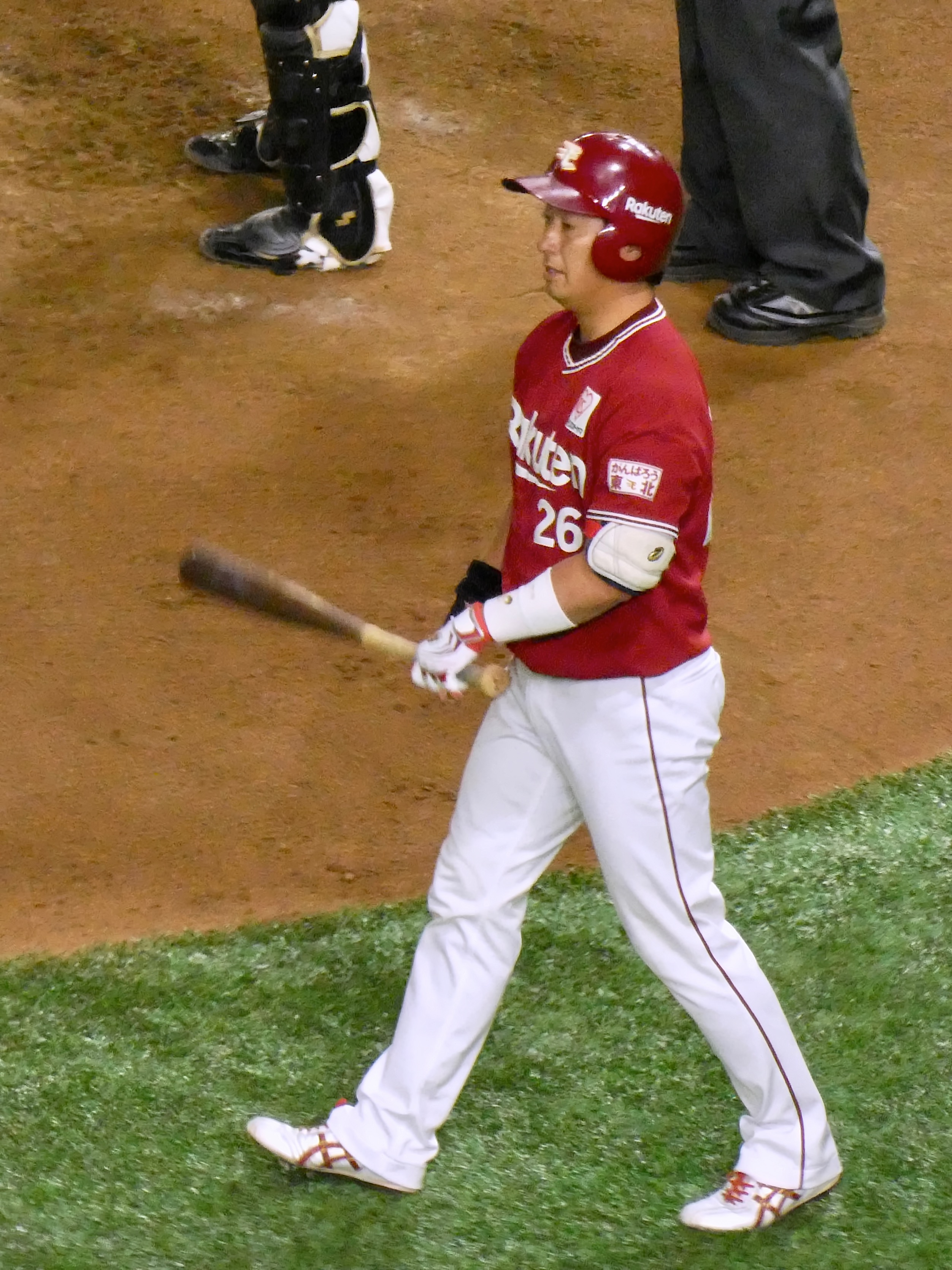
第2次楽天時代
（2019年 東京ドーム）

2017年11月21日に、楽天へ8年ぶりに復帰することが発表された。年俸は1500万円（金額は推定）で、背番号は26。復帰時点での年齢は37歳で、現役の野手としてはチーム最年長、投手を含めれば、同学年（1980年5月23日出生）の久保裕也に次ぐ年長であった。また、最初の在籍期間中に続いてチームメイトになった選手からは、復帰を我がことのように喜ぶ声が相次いで上がったという。
2018年は、レギュラーシーズンの開幕を一軍で迎えると、序盤戦にスタメンや代打で活躍。セ・パ交流戦期間中の6月中旬に出場選手登録をいったん抹消されたが、最初の在籍期間中のチームメイト（外野手）で同い年（1980年4月23日出生）の平石洋介が監督代行として一軍の指揮を始めた同月下旬からは、シーズン終了まで一軍に帯同した。8月24日の対日本ハム戦（札幌ドーム）では、5回表の打席で、移籍後の初本塁打を堀瑞輝からマーク。一軍公式戦での本塁打は、横浜時代の2011年4月24日に対阪神戦（甲子園）で放って以来7年ぶりであった。一軍公式戦全体では、西武時代の前年から倍増以上の69試合に出場。打率.208ながら2本塁打を放ったことなどから、シーズン終了後の契約交渉では、推定年俸1700万円という条件で契約を更改した。
2019年は、一軍監督へ正式に就任した平石の下で、春季キャンプ後の2月末から3月上旬まで台湾遠征（Lamigoモンキーズとの2連戦）に帯同した。帯同中に右足首の関節を脱臼したものの、前年に続いて、レギュラーシーズンを一軍でスタート。5月9日の対ソフトバンク戦（楽天生命パーク）では、一軍公式戦におけるシーズン唯一の安打を、自身初の代打本塁打で記録した。しかし、6月21日のDeNA戦（横浜）に代打で出場した際に右足首を再び痛めたため、翌21日付で出場選手登録を抹消。抹消後に右足首の習慣性腓骨筋腱脱臼が判明したため、7月5日に患部の手術を受けた。その影響で一軍公式戦の出場は過去最少の19試合（オール代打）にとどまったが、シーズン終了後の10月14日には、現役生活を続けながら翌シーズンから一軍の打撃コーチを兼務することが発表された。二軍監督の三木肇が平石に代わって一軍監督へ就任したことに伴う兼務で、楽天の現役選手によるコーチ職の兼任は、球団史上初めてである。
2020年は、選手としてオープン戦9試合に出場。レギュラーシーズンの開幕一軍メンバーにも登録されたが、実際には6月19日の開幕から公式戦への出場機会がなく、同月25日に登録を抹消された。実際には、抹消後も二軍のイースタン・リーグ公式戦へ出場せず、一軍のコーチ職に専念。選手としての再登録が見合わされたまま、9月12日にこの年限りで現役を引退することが発表された。翌13日に臨んだ引退記者会見では、「『コーチを兼任しながら試合に出て活躍したい』と強く思っていたにもかかわらず、シーズンの半分が過ぎたところで（試合へ）出場する機会がなくなったこと」を引退の理由に挙げたうえで、「楽天に入団してから、楽天のユニフォームを着て引退することが自分の夢だった。（途中で）さまざまなことがあったが、（自分は）『幸せだな』と思う。今の自分があるのは、若い時に楽天で成長させていただいたからなので、（横浜と西武への在籍中にも）『いつか（楽天で）恩返ししたい』という思いをずっと持っていた」と涙ながらに述べた。楽天野球団では、渡辺の引退表明を受けて、11月6日に楽天生命パーク宮城で組まれていた古巣の西武戦を渡辺の引退試合として開催。この試合に自身の希望で「1番・指名打者」としてスタメンでこの年唯一の公式戦出場を果たすと、3回裏の第2打席で安打とヘッドスライディングによる得点を記録したほか、現役最後の打席になった7回裏の第4打席でも安打を放った。9回表には、指名打者を解除したうえで遊撃の守備に就くと、無死一・二塁から栗山巧のゴロを捕球後に併殺を完成。岸孝之（西武時代から楽天への復帰後を通じてのチームメイト）の11奪三振による完投も相まって、チームは4-2で渡辺の引退に花を添えた。試合後の引退セレモニーでは（楽天入団当初の監督だった野村克也から教わった）「一流の脇役になる」「うまい選手より（怪我に）強い選手になる」という言葉を目標にプレーを続けたことを明かした。さらにDeNA・西武時代のファンに対して「（西武の本拠地がある）所沢の地で、（DeNAの本拠地がある）横浜の地で共に戦ったことを一生忘れません」との表現で謝意を示してから「最高の球団で、最高のチームメイトと、最高のファンと共に野球ができて、本当に幸せでした。全ての出会いに感謝。14年間、夢のような時間をありがとうございました」という言葉で締めくくった。

### 現役引退後
2021年からは、楽天で引き続き一軍打撃コーチを担当。2022年も同コーチを務め、2023年は一軍内野守備走塁兼打撃コーチ補佐に配置転換された。2024年からは一軍ヘッドコーチを務める。

## 選手としての特徴

### 打撃

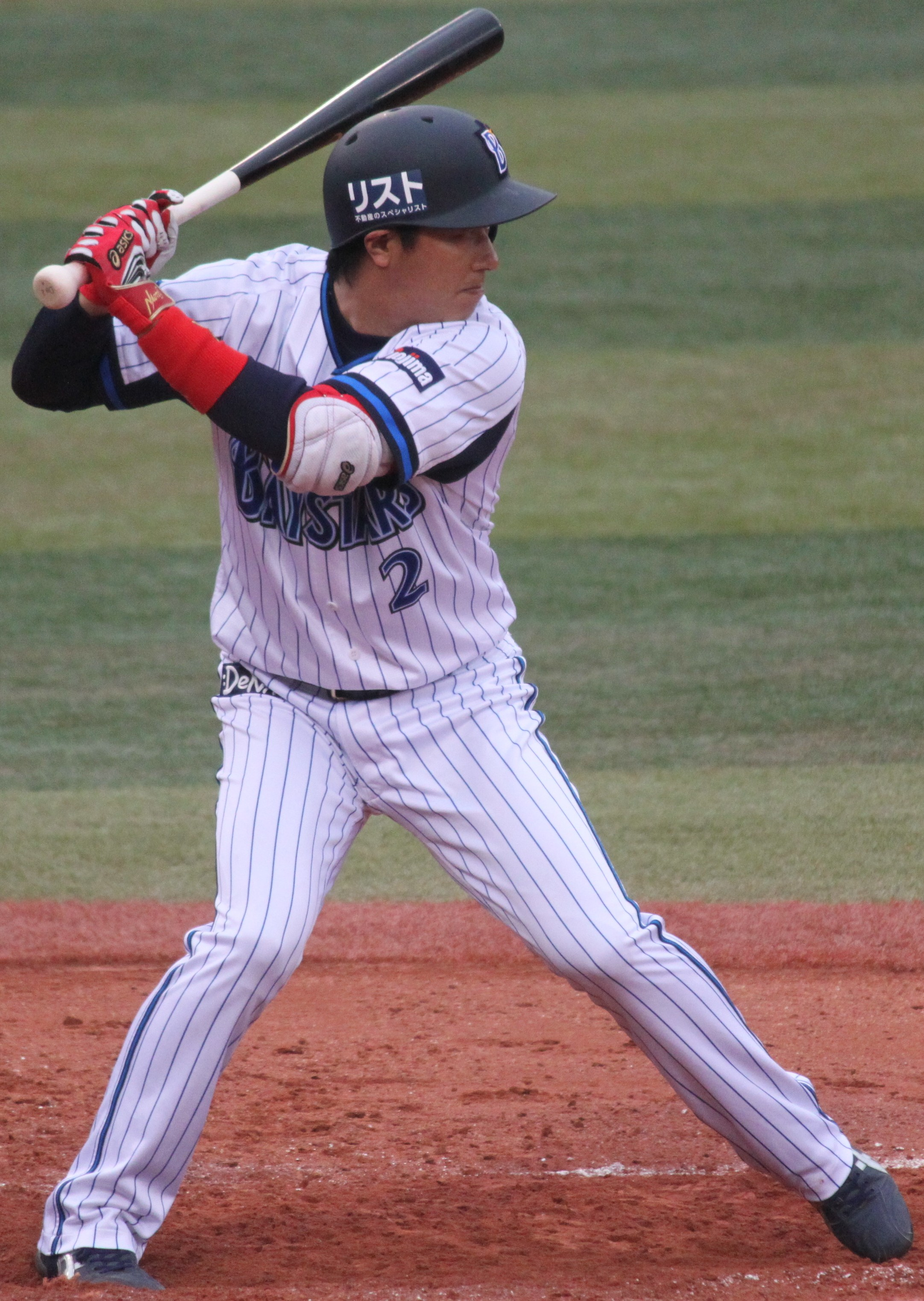
渡辺の打撃フォーム（2013年）

右打ちを含めた粘り強さが光り、2008年からは出塁率を上げるためファウルで粘って投手に球数を投げさせた上で四球を選んだり、死球で塁に出たりと出塁率は高い。そのため三振が少なく、なかなか球を避けようとしないため死球の数が多いのも特徴である。1年目の2007年からリーグ6位の12死球を記録し、2008年は7月28日に2打席連続死球を記録し、オールスター前にもかかわらず20個に到達した。しかし、現在までに死球による故障離脱は1度もしていない。空振り自体も少なく、2011年はセ・リーグで規定打席に到達した選手の中で4番目の少なさだった。

### 守備
捕球からスローイングまでがスムーズで、2009年、2010年と連続して遊撃手としてはリーグトップの守備率を記録した。横浜では二塁手起用が多く、西武移籍後は途中出場が増えたこともあり内野全ポジションを守るユーティリティープレイヤーになった。

## 詳細情報

### 年度別打撃成績
| 年 度      | 球 団      | 試 合 | 打 席 | 打 数 | 得 点 | 安 打 | 二 塁 打 | 三 塁 打 | 本 塁 打 | 塁 打 | 打 点 | 盗 塁 | 盗 塁 死 | 犠 打 | 犠 飛 | 四 球 | 敬 遠 | 死 球 | 三 振 | 併 殺 打 | 打 率 | 出 塁 率 | 長 打 率 | O P S |
| ---------- | ---------- | ----- | ----- | ----- | ----- | ----- | -------- | -------- | -------- | ----- | ----- | ----- | -------- | ----- | ----- | ----- | ----- | ----- | ----- | -------- | ----- | -------- | -------- | ----- |
| 2007       | 楽天       | 119   | 472   | 410   | 60    | 110   | 17       | 1        | 2        | 135   | 26    | 25    | 5        | 16    | 2     | 32    | 0     | 12    | 43    | 6        | .268  | .338     | .329     | .667  |
| 2008       | 楽天       | 132   | 567   | 470   | 79    | 118   | 11       | 2        | 0        | 133   | 30    | 34    | 6        | 19    | 2     | 54    | 2     | 22    | 66    | 6        | .251  | .354     | .283     | .637  |
| 2009       | 楽天       | 125   | 547   | 463   | 79    | 128   | 24       | 2        | 1        | 159   | 28    | 26    | 7        | 19    | 3     | 55    | 1     | 7     | 69    | 13       | .276  | .360     | .343     | .703  |
| 2010       | 楽天       | 115   | 425   | 355   | 43    | 94    | 14       | 1        | 0        | 110   | 26    | 12    | 3        | 20    | 1     | 39    | 1     | 10    | 43    | 8        | .265  | .353     | .310     | .663  |
| 2011       | 横浜 DeNA  | 126   | 469   | 403   | 33    | 107   | 16       | 2        | 1        | 130   | 24    | 7     | 5        | 19    | 0     | 36    | 0     | 11    | 73    | 13       | .266  | .342     | .323     | .665  |
| 2012       | 横浜 DeNA  | 70    | 213   | 174   | 19    | 39    | 4        | 0        | 0        | 43    | 10    | 2     | 4        | 5     | 0     | 24    | 0     | 10    | 27    | 1        | .224  | .351     | .247     | .598  |
| 2013       | 横浜 DeNA  | 14    | 15    | 14    | 3     | 2     | 0        | 0        | 0        | 2     | 0     | 0     | 0        | 0     | 0     | 1     | 0     | 0     | 5     | 1        | .143  | .200     | .143     | .343  |
| 2013       | 西武       | 56    | 177   | 139   | 9     | 28    | 3        | 1        | 0        | 33    | 4     | 3     | 2        | 23    | 1     | 9     | 0     | 5     | 19    | 6        | .201  | .273     | .237     | .510  |
| '13計      | 西武       | 70    | 192   | 153   | 12    | 30    | 3        | 1        | 0        | 35    | 4     | 3     | 2        | 23    | 1     | 10    | 0     | 5     | 24    | 7        | .196  | .266     | .229     | .495  |
| 2014       | 西武       | 104   | 429   | 350   | 35    | 91    | 17       | 1        | 0        | 110   | 26    | 4     | 0        | 35    | 1     | 32    | 0     | 11    | 46    | 9        | .260  | .340     | .314     | .654  |
| 2015       | 西武       | 83    | 188   | 158   | 20    | 43    | 7        | 1        | 0        | 52    | 23    | 1     | 0        | 10    | 1     | 14    | 0     | 5     | 26    | 2        | .272  | .348     | .329     | .679  |
| 2016       | 西武       | 70    | 207   | 181   | 18    | 56    | 3        | 2        | 0        | 63    | 16    | 1     | 0        | 11    | 2     | 10    | 0     | 3     | 20    | 5        | .309  | .352     | .348     | .700  |
| 2017       | 西武       | 32    | 79    | 68    | 3     | 16    | 7        | 0        | 0        | 23    | 3     | 0     | 0        | 4     | 0     | 7     | 0     | 0     | 14    | 2        | .235  | .307     | .338     | .645  |
| 2018       | 楽天       | 69    | 111   | 96    | 12    | 20    | 3        | 3        | 2        | 35    | 12    | 0     | 0        | 2     | 0     | 11    | 0     | 2     | 19    | 1        | .208  | .303     | .365     | .667  |
| 2019       | 楽天       | 19    | 19    | 16    | 1     | 1     | 0        | 0        | 1        | 4     | 1     | 0     | 0        | 1     | 0     | 1     | 0     | 1     | 7     | 0        | .063  | .167     | .250     | .417  |
| 2020       | 楽天       | 1     | 4     | 4     | 1     | 2     | 1        | 0        | 0        | 3     | 0     | 0     | 0        | 0     | 0     | 0     | 0     | 0     | 1     | 0        | .500  | .500     | .750     | 1.250 |
| 通算：14年 | 通算：14年 | 1135  | 3922  | 3301  | 415   | 855   | 127      | 16       | 7        | 1035  | 229   | 115   | 32       | 184   | 13    | 325   | 4     | 99    | 478   | 73       | .259  | .342     | .314     | .656  |

- 各年度の太字はリーグ最高
- 横浜（横浜ベイスターズ）は、2012年にDeNA（横浜DeNAベイスターズ）に球団名を変更

### 年度別守備成績
| 年 度 | 一塁  | 一塁  | 一塁  | 一塁  | 一塁  | 一塁     | 二塁  | 二塁  | 二塁  | 二塁  | 二塁  | 二塁     | 三塁  | 三塁  | 三塁  | 三塁  | 三塁  | 三塁     | 遊撃  | 遊撃  | 遊撃  | 遊撃  | 遊撃  | 遊撃     |
| 年 度 | 試 合 | 刺 殺 | 補 殺 | 失 策 | 併 殺 | 守 備 率 | 試 合 | 刺 殺 | 補 殺 | 失 策 | 併 殺 | 守 備 率 | 試 合 | 刺 殺 | 補 殺 | 失 策 | 併 殺 | 守 備 率 | 試 合 | 刺 殺 | 補 殺 | 失 策 | 併 殺 | 守 備 率 |
| ----- | ----- | ----- | ----- | ----- | ----- | -------- | ----- | ----- | ----- | ----- | ----- | -------- | ----- | ----- | ----- | ----- | ----- | -------- | ----- | ----- | ----- | ----- | ----- | -------- |
| 2007  | -     | -     | -     | -     | -     | -        | -     | -     | -     | -     | -     | -        | -     | -     | -     | -     | -     | -        | 119   | 156   | 329   | 13    | 65    | .974     |
| 2008  | -     | -     | -     | -     | -     | -        | -     | -     | -     | -     | -     | -        | -     | -     | -     | -     | -     | -        | 131   | 186   | 360   | 16    | 62    | .972     |
| 2009  | -     | -     | -     | -     | -     | -        | 5     | 8     | 10    | 0     | 1     | 1.000    | -     | -     | -     | -     | -     | -        | 124   | 175   | 337   | 6     | 78    | .988     |
| 2010  | -     | -     | -     | -     | -     | -        | -     | -     | -     | -     | -     | -        | -     | -     | -     | -     | -     | -        | 111   | 165   | 312   | 8     | 58    | .984     |
| 2011  | -     | -     | -     | -     | -     | -        | 97    | 230   | 267   | 9     | 54    | .982     | -     | -     | -     | -     | -     | -        | 21    | 33    | 50    | 1     | 11    | .988     |
| 2012  | -     | -     | -     | -     | -     | -        | 4     | 10    | 4     | 1     | 0     | .933     | 1     | 0     | 0     | 0     | 0     | ----     | 48    | 63    | 143   | 6     | 19    | .972     |
| 2013  | 1     | 2     | 0     | 0     | 0     | 1.000    | 21    | 48    | 52    | 1     | 10    | .990     | 32    | 19    | 39    | 1     | 2     | .983     | 2     | 2     | 2     | 0     | 1     | 1.000    |
| 2014  | 4     | 18    | 3     | 0     | 0     | 1.000    | 1     | 0     | 0     | 0     | 10    | .000     | 39    | 10    | 37    | 0     | 4     | 1.000    | 85    | 107   | 181   | 4     | 30    | .986     |
| 2015  | 12    | 24    | 4     | 0     | 4     | 1.000    | 3     | 7     | 5     | 1     | 2     | .923     | 38    | 8     | 33    | 1     | 3     | .976     | 34    | 28    | 43    | 3     | 11    | .959     |
| 2016  | 16    | 59    | 6     | 1     | 2     | .985     | 1     | 1     | 0     | 0     | 0     | 1.000    | 49    | 33    | 69    | 1     | 9     | .990     | 7     | 3     | 7     | 0     | 1     | 1.000    |
| 2017  | -     | -     | -     | -     | -     | -        | -     | -     | -     | -     | -     | -        | 7     | 4     | 11    | 0     | 2     | 1.000    | -     | -     | -     | -     | -     | -        |
| 2018  | -     | -     | -     | -     | -     | -        | 15    | 24    | 34    | 0     | 2     | 1.000    | 20    | 4     | 11    | 1     | 1     | .938     | 8     | 6     | 9     | 0     | 2     | 1.000    |
| 2020  | -     | -     | -     | -     | -     | -        | -     | -     | -     | -     | -     | -        | -     | -     | -     | -     | -     | -        | 1     | 0     | 1     | 0     | 1     | 1.000    |
| 通算  | 33    | 103   | 13    | 1     | 6     | .991     | 147   | 328   | 372   | 12    | 69    | .983     | 186   | 78    | 200   | 4     | 21    | .986     | 691   | 924   | 1774  | 57    | 339   | .979     |

- 各年度の太字はリーグ最高

### 表彰
- オールスターゲーム敢闘選手賞：1回（2011年第3戦）

### 記録
初記録
- 初出場：2007年4月17日、対福岡ソフトバンクホークス4回戦（フルキャストスタジアム宮城）、7回裏にリック・ショートの代走で出場
- 初先発出場：2007年4月18日、対福岡ソフトバンクホークス5回戦（フルキャストスタジアム宮城）、8番・遊撃手で先発出場
- 初打席：同上、3回裏に杉内俊哉から二塁ゴロ
- 初安打：同上、7回裏に杉内俊哉から一塁内野安打
- 初盗塁：2007年4月28日、対北海道日本ハムファイターズ7回戦（フルキャストスタジアム宮城）、9回裏に二盗（投手：MICHEAL、捕手：髙橋信二）
- 初打点：2007年5月11日、対オリックス・バファローズ6回戦（スカイマークスタジアム）、3回表にトム・デイビーから二塁ゴロ野手選択の間に記録
- 初本塁打：2007年7月24日、対西武ライオンズ14回戦（グッドウィルドーム）、9回表にアレックス・グラマンから左越2ラン

節目の記録
- 100盗塁：2011年7月13日、対広島東洋カープ10回戦（MAZDA Zoom-Zoom スタジアム広島）、7回表に二盗（投手：中村恭平、捕手：倉義和）
- 1000試合出場：2016年8月18日、対福岡ソフトバンクホークス17回戦（京セラドーム大阪）、7番・三塁手で先発出場 ※史上482人目

その他の記録
- オールスターゲーム出場：1回（2011年）

### 背番号
- 2（2007年 - 2013年7月8日）
- 8（2013年7月9日 - 2017年）
- 26（2018年 - 2020年）
- 74（2021年 - ）

### 登場曲
- 「栄光の架橋」 ゆず（2007年, 2009年 - ）
- 「HIGH G.K LOW 〜ハジケロ〜」 GReeeeN（2008年）
- 「Out Here Grindin'」 DJ Khaled（ - 2011年4月）
- 「Shots」 LMFAO feat. Lil Jon（2011年4月 - ）
- 「All The Above」 Maino feat. T-Pain（2014年 - ）
- 「turn around」 fio rida（2018年 - ）